# Сноу-Шу Тауншип (округ Сентер, Пенсільванія)
Сноу-Шу Тауншип (англ. Snow Shoe Township) — селище (англ. township) в США, в окрузі Сентр штату Пенсільванія. Населення — 1621 особа (2020).

## Демографія
Згідно з переписом 2010 року, у селищі мешкало 1746 осіб у 721 домогосподарстві у складі 508 родин. Було 1081 помешкання
Расовий склад населення:
| - 99,5 % — білих - 0,2 % — корінних американців - 0,1 % — азіатів |

До двох чи більше рас належало 0,2 %. Частка іспаномовних становила 0,8 % від усіх жителів.
За віковим діапазоном населення розподілялося таким чином: 21,0 % — особи молодші 18 років, 61,9 % — особи у віці 18—64 років, 17,1 % — особи у віці 65 років та старші. Медіана віку мешканця становила 43,9 року. На 100 осіб жіночої статі у селищі припадало 102,1 чоловіків;  на 100 жінок у віці від 18 років та старших — 99,4 чоловіків також старших 18 років.
Середній дохід на одне домашнє господарство  становив 58 647 доларів США (медіана — 55 625), а середній дохід на одну сім'ю — 66 771 долар (медіана — 64 583). Медіана доходів становила 40 257 доларів для чоловіків та 33 125 доларів для жінок. За межею бідності перебувало 8,5 % осіб, у тому числі 11,9 % дітей у віці до 18 років та 6,8 % осіб у віці 65 років та старших.
Цивільне працевлаштоване населення становило 918 осіб. Основні галузі зайнятості: освіта, охорона здоров'я та соціальна допомога — 23,5 %, транспорт — 14,5 %, виробництво — 10,8 %, науковці, спеціалісти, менеджери — 9,5 %.